# Monte di Procida

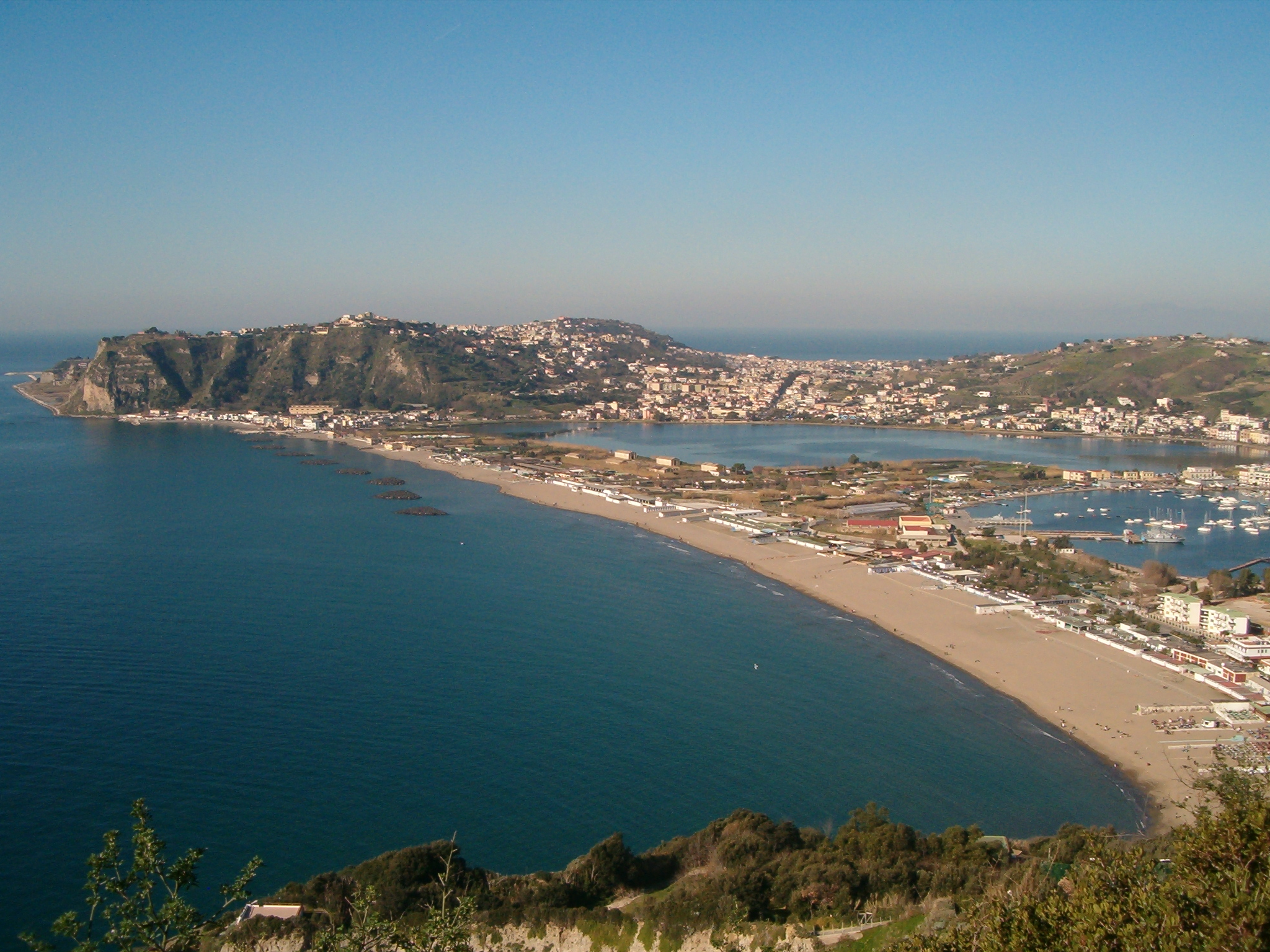
Monte di Procida, Cappella, Lago Miseno, Miliscola
(veduta da Capo Miseno)

Monte di Procida (Monte 'e Proceta in napoletano, localmente anche Monde re Pròceta) è un comune italiano di 11 756 abitanti della città metropolitana di Napoli in Campania.

## Geografia fisica

### Territorio
Il suo territorio rappresenta la parte più estrema della penisola flegrea, un promontorio dei Campi Flegrei prospiciente l'isola di Procida, da cui è separata da uno stretto tratto di mare (canale di Procida). Al largo, in direzione ovest si trova l'Isolotto di San Martino: un piccolo isolotto ormai non più unito con la terraferma a causa del crollo del ponte che lo collegava col tunnel.

## Storia
A Monte di Procida sono note testimonianze relative già al neolitico medio-superiore (località Bellavista/Torre Fumo). Da un passo di Dionigi di Alicarnasso (VI secolo a.C.) si capisce che l'attuale Monte di Procida era un villaggio della città di Cuma, per questo per secoli venne chiamato Monte Cumano.
Dopo la fondazione della colonia di Miseno, Monte di Procida fece parte integrante di questo territorio, tanto da assumere il nome di Monte Miseno. Lo splendore dei Campi Flegrei iniziò ad appannarsi nel V secolo d.C., quando i barbari devastarono il territorio, spingendosi fino a Baia e Miseno. Da Cuma, Pozzuoli e Miseno molti evacuarono verso Napoli, altri rimasero a coltivare e a navigare. Intorno all'anno 850 d.C. Miseno venne distrutta dai saraceni. I cittadini di Miseno, invasa e distrutta, scapparono. Una parte raggiunse l'isola di Procida, altri s'incamminarono fino a una zona pianeggiante dell'entroterra: l'odierna Frattamaggiore.
Cancellata Miseno, il suo territorio fu aggregato all'isola di Procida, lasciando il territorio sulla terraferma in uno stato di completo abbandono. Il monte si era ricoperto di vegetazione selvaggia, una foresta quasi inaccessibile, tanto che nella seconda metà del XV secolo Re Ferdinando I aveva destinato "il Monte" alle cacce reali. Il vero e proprio ripopolamento iniziò a opera dei procidani solo nel XVII secolo, quando il Monte aveva assunto ormai il suffisso "di Procida" a evidenziare la stretta connessione con l'isola.
Con il passare del tempo, i coloni procidani consolidarono la loro presenza sul Monte e intorno alla metà del 1600 venne costruita la prima cappella, che sarebbe poi diventata la chiesa della Madonna Assunta, oggi visitata da tanti fedeli e turisti, anche dagli Stati Uniti, in occasione della festa patronale del 15 agosto.
Si procedette al disboscamento graduale; s'iniziò dapprima a seminare il grano, poi si cominciarono a coltivare le viti per produrre il noto vino montese. Il potenziamento dell'allevamento degli animali da cortile, in particolare dei conigli nei caratteristici fossi, e la sistemazione a terrazza dei terreni diedero un grande impulso al decollo di Monte di Procida. Il commercio di questi prodotti diede vita alla tradizionale marineria montese, che ebbe la sua massima espansione nel '900.
L'attuale comune di Monte di Procida nacque amministrativamente il 27 gennaio 1907, quando un referendum sancì la separazione della parte di terraferma e del vicino isolotto di San Martino dal resto del Comune di Procida. Fondamentale per l'acquisizione dell'autonomia amministrativa dal comune di Procida fu il contributo di Ludovico Quandel che, dopo la caduta di Gaeta e l'abbandono della carriera militare, scelse Monte di Procida per ritirarsi a vita privata.
Negli anni 1870 e 1880 avvenne un'importante emigrazione verso gli Stati Uniti, dove la maggior parte dei montesi che si è stabilita ha avviato importanti e riconosciute attività di lavoro. Alcuni imprenditori del settore della ristorazione sono tornati a Monte di Procida, importando il concetto di fast food, ma adattandolo ai gusti e alla cucina tipica flegrea. È così che nel 1984 il panino chiamato cheese-steak a Monte di Procida diventò "la Cistecca", rielaborandone il gusto e il nome.
Altra particolarità gastronomica è il Casatiello, versione dolce di quello napoletano, preparato con un lungo rituale e una laboriosissima ricetta nel periodo pasquale, nel quale il casatiello diventa un gradito dono.
Il Casatiello è ora apprezzato tutto l'anno; è tutelato da un disciplinare e da un regolamento Comunale De.Co. (vedi legge statale sulle Denominazioni).
Il tradizionale e lungo procedimento, che impegna tutta la famiglia nella preparazione del Casatiello, nel 2022 è stato riconosciuto come Patrimonio Culturale Immateriale dalla Regione Campania.
Da ricordare,nel 1949, la nascita di Pino Scotto a Monte di Procida.

## Monumenti e luoghi d'interesse

### Architetture religiose
- Chiesa della Madonna Assunta in cielo (XVII secolo)
- Chiesa della Madonna del buon consiglio
- Chiesa di sant'Antonio
- Chiesa di san Giuseppe

### Architetture civili
- Villa Matarese. Antica masseria, trasformata in villa signorile agli inizi del '900 dall'avvocato Agostino Matarese. Possiede interni decorati in stile liberty ed un vasto giardino di circa 4000 mila metri quadrati.

### Necropoli di Cappella
- La Necropoli di Cappella contiene sepolture da inizi del I a.C. fino alla prima metà del V secolo. I monumenti conservano parte della loro decorazione pittorica, consistente in affreschi sulle volte e nei loculi; fra questi particolare menzione merita la raffigurazione di Selene inquadrata da simboli magici e una figura femminile, forse una menade danzante. Le varie epigrafi ricordano la presenza della flotta misenate Classis Misenensis e forniscono tantissime informazioni sulla provenienza multi-culturale dei marinai e sull’organizzazione della flotta.

### Marina di Acquamorta
Uno dei luoghi più frequentati di Monte di Procida è la marina di Acquamorta, che deve il suo nome ad una leggenda che narra di un legame spezzato tra due giovani del posto.
La darsena di Acquamorta conserva ancora tantissimi esemplari del tradizionale gozzo flegreo-napoletano in legno, un elemento a carattere fortemente identitario che ancora oggi è presente nelle darsene flegree, sia con propulsione a remi che a vela latina.
A queste imbarcazioni, è legato il sapere e le abilità della marineria locale in relazione alla costruzione, alla manutenzione e alle tecniche di navigazione, trasmesso di generazione in generazione fin dall'antichità.
Elemento culturale, che nel 2020, ha ottenuto il riconoscimento di Patrimonio Immateriale Culturale della Campania secondo la convenzione Unesco 2003.

### Aree naturali e punti panoramici
Monte di Procida è nota per essere la terrazza dei Campi Flegrei. Da vari punti panoramici del suo territorio è possibile avere un campo di visione particolarmente ampio, a Est il golfo di Napoli, la penisola sorrentina e Capri, verso Sud le isole di Procida ed Ischia, ad Ovest le isole di Ventotene, Ponza, il Circeo e Gaeta, per poi proseguire verso Nord con la piana di Caserta ed il Matese. A distanza ravvicinata sono visibili: il golfo di Baia e Pozzuoli, Nisida, Capo Posillipo, Bacoli, il lago di Bacoli, Capo Miseno, Miliscola,  e verso Nord, la collina di Torregaveta, il litorale Domitio, la collina con l'Acropoli di Cuma ed il lago Fusaro con la Casina Vanvitelliana.
Il punto panoramico più noto e fotografato è il c.d. belvedere Stupor Mundi in cima alla strada provinciale che collega la frazione di Miliscola  al centro cittadino.
Altro punto panoramico suggestivo che affaccia a nord è il belvedere Kyme che mostra la piana di Caserta (Terra di Lavoro), il vulcano Roccamonfina ed il gruppo montuoso del Matese. Il nome evoca la collina dell'acropoli di Cuma, visibile in primo piano dopo il lago Fusaro, Cuma la prima vera grande polis della Magna Grecia.
Monte di Procida è inoltre conosciuta da studiosi di vulcanologia e geologia per la cosiddetta "breccia museo": la particolare conformazione geologica del promontorio che ben rappresenta, anche ad occhi non esperti, l'evoluzione geologica del territorio e dei Campi Flegrei.
Uno dei luoghi più visitati per questo elemento è la passeggiata di Torrefumo che unisce l'elemento geologico a quello paesaggistico e a quello naturalistico con la presenza di un laghetto salmastro dove è possibile osservare anche varie specie di uccelli migratori.
Una parte del comune rientra nel perimetro del parco regionale dei Campi Flegrei
L'Isolotto di San Martino è una piccola isola del comune a cui ormai da anni non si può più accedere, per via dell'inagiblilità del tunnel che portava al ponte, e del crollo del ponte stesso, causato dalle forti mareggiate degli ultimi anni. Al momento è un luogo inaccessibile su cui è anche vietato lo sbarco via mare.

## Società

### Tradizioni e folclore
La celebrazione più importante dell'anno è la Festa dell'Assunta, patrona di Monte di Procida che si celebra il 15 agosto, ricorrenza particolarmente sentita ed emotivamente vissuta come il momento dell'anno di unione familiare e condivisione di progetti. Il periodo di ferragosto è il periodo in cui i numerosi montesi lavoratori marittimi ed i numerosi cittadini che lavorano lontano ritornano per celebrare insieme questo momento.
Da segnalare inoltre altri eventi ricorrenti e consueti come: la Sagra del Mare Flegrea, il Palio Marinaro dell'Assunta, la manifestazione pasquale ReCasatiello e il tradizionale cartellone di eventi musicali e teatrali. Da segnalare, l'11 ottobre 1949, la nascita di Pino Scotto a Monte di Procida.

### Evoluzione demografica
Abitanti censiti

### Etnie e minoranze straniere
Secondo i dati ISTAT al 31 dicembre 2018 i cittadini stranieri residenti a Monte di Procida erano 239, corrispondenti al 1,8% della popolazione. Le nazionalità maggiormente rappresentate erano:
1. Ucraina 105 0,8%
2. Bulgaria 27 0,2%
3. Polonia 21 0,1%

## Cultura
Gli usi ed i costumi di Monte di Procida derivano direttamente da quelli Procidani, isola da cui provengono la maggior parte dei ceppi familiari, derivazione che si riflette nei cognomi familiari, nel dialetto e nelle tradizioni gastronomiche.

## Amministrazione

### Sindaci
Di seguito l'elenco dei sindaci da quando è presente l'elezione diretta del sindaco da parte dei cittadini (cioè 1993):
| Periodo           | Periodo           | Primo cittadino                 | Partito                           | Carica                    | Note   |
| ----------------- | ----------------- | ------------------------------- | --------------------------------- | ------------------------- | ------ |
| 7 giugno 1993     | 28 aprile 1997    | Vincenzo Scotto Di Cesare       | Lista civica                      | Sindaco                   | [ 10 ] |
| 28 aprile 1997    | 14 maggio 2001    | Gennaro di Mare                 | Lista civica indipendente         | Sindaco                   | [ 11 ] |
| 14 maggio 2001    | 30 maggio 2006    | Giuseppe Nicola (Pippo) Coppola | Coalizione di sinistra            | Sindaco                   | [ 12 ] |
| 30 maggio 2006    | 17 maggio 2011    | Francesco Paolo Iannuzzi        | Liste civiche di centro-sinistra  | Sindaco                   | [ 13 ] |
| 17 maggio 2011    | 23 febbraio 2015  | Francesco Paolo Iannuzzi        | Lista civica Un Monte Migliore    | Sindaco                   | [ 14 ] |
| 23 febbraio 2015  | 2 giugno 2015     | Gabriella d'Orso                |                                   | Commissario prefettizio   | [ 14 ] |
| 2 giugno 2015     | 22 settembre 2020 | Giuseppe Pugliese               | Lista civica Svoltiamo Insieme    | Sindaco                   | [ 15 ] |
| 22 settembre 2020 | 4 ottobre 2023    | Giuseppe Pugliese               | Lista civica Sì Insieme           | Sindaco                   | [ 16 ] |
| 4 ottobre 2023    | 26 giugno 2024    | Giovanni Lucchese               |                                   | Commissario straordinario | [ 17 ] |
| 26 giugno 2024    | in carica         | Salvatore Scotto Di Santolo     | Lista civica Ora Monte di Procida | Sindaco                   | [ 18 ] |

### Gemellaggi
- Itaca
- Procida
- Molise, dal 2001[19], per l'Emergenza Campi Flegrei

## Sport
È presente una società di calcio dilettantistica, l'ASD Mons Prochyta Calcio (nota come Monte di Procida Calcio), nata nel 2012 e che milita nel campionato di EccellenzaCampania 2024/2025 girone A. È affiliata dal 2013 alla società professionistica del Chievo Verona.

### Ciclismo
Giro d'Italia
Monte di Procida è stato sede ufficiale della cosiddetta "Grande Partenza" del Giro d'Italia nell'edizione del 1977, anche se il via della corsa venne dato il 20 maggio dal lungolago Miseno nella vicina Bacoli, con arrivo appunto a Monte di Procida della prima tappa (cronometro individuale), che ebbe la vittoria del belga Freddy Maertens. L'evento rimane l'unico in cui la città è stata sede di tappa della "Corsa Rosa", nel quale fu, come detto, ufficialmente sede di partenza e di arrivo del prologo.